# Anacroneuria quimbaya
Anacroneuria quimbaya är en bäcksländeart som beskrevs av Maria del Carmen Zúñiga och Bill P.Stark 2007. Anacroneuria quimbaya ingår i släktet Anacroneuria och familjen jättebäcksländor. Inga underarter finns listade i Catalogue of Life.